# エステサロン白い肌殺人事件
『エステサロン白い肌殺人事件』（えすてさろんしろいはださつじんじけん）は、1997年から1998年までテレビ朝日系「土曜ワイド劇場」で放送されたテレビドラマシリーズ。全2回。主演は水野真紀。
共に婚約者を殺害された、女性誌記者と刑事が、エステティックサロンを舞台にした殺人事件解明に奔走する。

## キャスト

### レギュラー
岩月麗子
演 - 水野真紀
女性誌「週刊LADY」記者。嵯峨桂介の恋人で婚約の約束をしている。
翠川純一
演 - 船越栄一郎
新見静香の恋人。加藤の甥。第2作では、北海道に帰郷して実家の酪農業を継いでいる。
崎山
演 - 角野卓造
女性誌「週刊LADY」編集長。
光森千明
演 - 重田千穂子
第1作は舞エステティックサロンのエステティシャンで、第2作は総合美容センターに勤務。

### ゲスト
第1作「婚約者二重心中の謎! 哀しみの女記者がのぞく美容犯罪の潜入取材」（1997年）
- 嵯峨雅之（舞エステティックサロン 専務・桂介の弟） - 岡野進一郎
- 嵯峨桂介（舞エステティックサロン美容研究所 所長・麗子の恋人） - 円谷浩
- 佐々木園枝（舞エステティックサロン 受付嬢） - 白鳥夕香
- 漆原未央（舞子の妹で秘書） - 尾口衿子
- 新見静香（舞エステティックサロン 特別会員・翠川の恋人） - 上野正希子
- 游佐今日子（社員） - 川勝あか梨
- 安井（世田谷南警察署 刑事） - 真田五郎
- 大津（世田谷南警察署 捜査主任） - 鶴田忍
- 仁科（仁科病院 医師） - 島田順司
- 前田（西伊豆警察署 刑事） - 三木敏彦
- 三好友里子（舞エステティックサロン 会員） - 小林百合子
- 鈴木（初子の夫） - 伊藤幸純
- 漆原舞子（舞エステティックサロン 社長） - 佳那晃子
- 鈴木伸幸、長慶子、辻本厚子、上楽敦子、宮本千華子、木村小百合、持田篤、山口夏穂、白藤栄、芳賀環

第2作「火の国熊本・天草取材旅行に死の予感・草の女王の座を狙い最後に笑う真犯人」（1998年）
- 雪竹麻実（総合美容センターの社長） - 岡本舞
- 雪竹里実（麻実の妹） - 市川翔子
- 大沢誠（里実の知り合い） - 土門廣
- 石井真弓（エステティシャン） - 康本美紀
- 川上直子（美容センターの秘書） - 佐藤友紀
- 中尾（六本木警察署 刑事） - 塙恵介
- 細川（大矢野警察署 刑事） - 町田真一
- 杉村健（麻実の元恋人） - 植村喜八郎
- 山中雄二（真弓を強請っていた男） - 岸端宏樹
- 藤本（六本木警察署 刑事） - 茂賢治
- 山本（守衛） - 葉山純士郎
- キャスター - 辻つとむ
- アナウンサー - 山中誠也
- 戸田綾乃（支配人） - 水木薫
- 加藤（大矢野警察署 刑事） - 佐野浅夫
- 南川克己、増田健、南雲勝、益満哲也、外山慧

## スタッフ
- 原作 - 松埜乱『「白い肌」殺人事件』
- 脚本 - 長野洋
- 監督 - 伊与田一雄（第1作）、宮坂清彦（第2作）
- 選曲 - 合田豊
- 技術協力 - オーエイギャザリング
- MA - 映広
- プロデュース - 塙淳一、秋田亨、池ノ上雄一
- 制作 - テレビ朝日、東映

## 放送日程
| 話数 | 放送日         | サブタイトル                                                           | 脚本   | 監督       | 視聴率 |
| ---- | -------------- | ---------------------------------------------------------------------- | ------ | ---------- | ------ |
| 1    | 1997年05月31日 | 婚約者二重心中の謎! 哀しみの女記者がのぞく美容犯罪の潜入取材           | 長野洋 | 伊与田一雄 | 19.7%  |
| 2    | 1998年12月26日 | 火の国熊本・天草取材旅行に死の予感・草の女王の座を狙い最後に笑う真犯人 | 長野洋 | 宮坂清彦   |        |

- 視聴率はビデオリサーチ調べ、関東地区・世帯